# Autheuil-en-Valois
Autheuil-en-Valois este o comună în departamentul Oise, Franța. În 2009 avea o populație de 282 de locuitori. 